# Parthenon

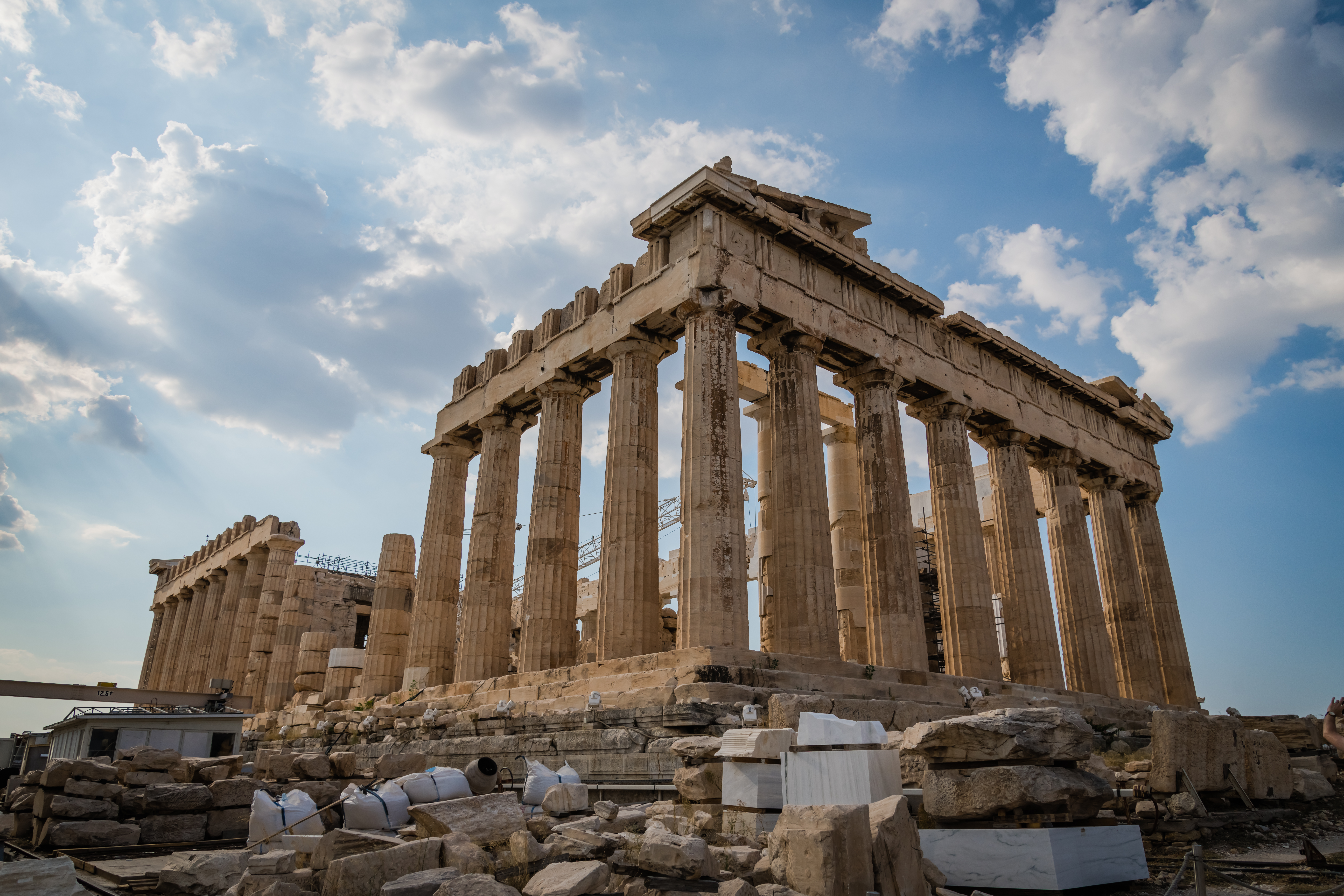
Parthenon, 2018

Der Parthenon (altgriechisch παρθενών „Jungfrauengemach“) ist der Tempel für die Stadtgöttin Pallas Athena Parthenos auf der Athener Akropolis.
Er wurde zum Dank für die Rettung der Athener und Griechen durch die Göttin nach dem letzten Perserkrieg als dorischer Peripteros erbaut. Im Laufe der Geschichte Griechenlands diente das Gebäude unter anderem auch als Schatzkammer des Attischen Seebunds. Der Parthenon ist eines der berühmtesten noch existierenden Baudenkmäler des antiken Griechenlands und eines der bekanntesten Gebäude weltweit. Das Gebäude beherrscht als zentraler Bau seit fast 2500 Jahren die Athener Akropolis.
Der Parthenon ersetzte einen älteren Tempel der Athena, den sogenannten Vorparthenon, der während der persischen Eroberung Athens im Jahr 480 v. Chr. zerstört worden war. Im 6. Jahrhundert n. Chr. wurde der Tempel in eine Kirche umgewandelt, die der Jungfrau Maria geweiht war. Unter den Osmanen zur Moschee umgestaltet, beherbergte der Parthenon im Krieg gegen Venedig ein Munitionslager. 1687 wurde dieses von einer Kugel getroffen, wodurch es explodierte und den Tempel stark beschädigte. Umfangreiche Teile seiner Baudekoration wurden 1801 von Lord Elgin entwendet und nach London gebracht. Der Streit über die Rückgabe dieser sogenannten „Elgin Marbles“ („Parthenon Marbles“) hält bis heute an.

## Der Name „Parthenon“
Der Ursprung des Namens ist nicht endgültig geklärt. Dieser scheint zunächst nur einen bestimmten Raum des Tempels bezeichnet zu haben. Einer Theorie nach war der „Parthenon“ der Raum, in dem vier ausgewählte junge Mädchen, die Arrephoroi, jedes Jahr den Peplos woben, der anlässlich der Panathenäen an Athena übergeben wurde. Einer anderen Theorie zufolge war der Kult der Parthenos ein unabhängiger Athenakult, der zwar eng mit der Athena Polias verbunden, aber nicht gleichzusetzen war. Hierin übereinstimmend wird zumeist angenommen, „Parthenon“ bezeichnete den Tempel der jungfräulichen Athena. Darüber hinaus wurde vermutet, der Name spiele auf die Jungfrauen (Parthenoi) an, deren Opfer die Sicherheit der Stadt gewährte.
Die älteste Überlieferung des Namens „Parthenon“, die sich zugleich auf das gesamte Bauwerk bezog, stammt von Demosthenes aus dem 4. Jahrhundert v. Chr., während der Tempel im 5. Jahrhundert v. Chr. schlicht ho naos (attisch: ho neos), der Tempel, genannt wurde. Seine Architekten Iktinos und Kallikrates sollen in ihrer Abhandlung über den Tempel den Bau Hekatompedos ‚Hundertfüßer‘ genannt haben. Plutarch schließlich erwähnt das Gebäude als Hekatompedon Parthenon.

## Vorparthenon
Das erste Vorhaben für den Bau eines Tempels am Ort des späteren Parthenon wurde bald nach der Schlacht bei Marathon in Angriff genommen. Hierfür wurde die Akropolis in der Nähe ihrer Kuppe massiv angeschüttet und ein breites Plateau geschaffen. Die Fundamente des Tempels wurden zwischen 1885 und 1890 von Panagiotis Kavvadias freigelegt und durch Wilhelm Dörpfeld archäologisch untersucht. Von diesem Fundament waren zwei Steinlagen aus Poros und eine abschließende aus Karrha-Kalkstein erhalten. Auf ihnen erhob sich der Unterbau, die Krepis, des späteren klassischen Parthenon. Das Fundament war etwas schmaler und weiter nach Norden verschoben, was deutlich machte, dass es einem anderen Bau gedient haben musste. Reste der ursprünglich darauf befindlichen Säulentrommeln wurden später in der Umfassungsmauer der Akropolis nördlich des Erechtheions verbaut.
Dieser in der Wissenschaft „Vorparthenon“ genannte Tempel war anscheinend noch nicht vollendet, als die Perser im Jahr 480 v. Chr. Athen eroberten und sämtliche Gebäude auf der Akropolis zerstörten. Die damit verbundene Datierung des Baubeginns in die Zeit vor 480 v. Chr. wurde jedoch schon früh bezweifelt, stellt sich doch die Frage, warum die Athener über 30 Jahre mit dem Beginn der Wiederherstellung gewartet haben sollen. So kam die These auf, dass der Vorparthenon erst in den 460er- oder 450er-Jahre unter Kimon geplant und begonnen worden sei, also nach den Zerstörungen der Akropolis durch die Perser. Nach Kimons Tod 449 seien die Arbeiten nicht fortgesetzt worden; sein Nachfolger und innenpolitischer Gegner Perikles habe ihn abtragen lassen, um sich und die von ihm vertretene demokratische Partei mit einem eigenen Bau zu manifestieren. Demzufolge sei der Parthenonbau ein Niederschlag der innenpolitischen Auseinandersetzungen zwischen der oligarchischen und der demokratischen Partei. Gegen die späte Datierung ist jedoch einzuwenden, dass sich an den Steinen des Vorparthenon noch Brandschäden nachweisen lassen. Als Argument, dass die Athener über 30 Jahre mit dem Beginn des Parthenonneubaus gewartet haben könnten, wird der Eid von Plataiai angeführt, bei dem die Griechen schworen, von den Persern zerstörte Tempel nicht wieder aufzubauen. Von diesem Eid wären die Athener erst durch den Kalliasfrieden im Jahr 449 v. Chr. entbunden worden. Die nicht ganz sachgerecht durchgeführten Ausgrabungen des 19. Jahrhunderts erlauben keine endgültige Entscheidung dieser Frage. Die Mehrheit der Parthenon-Forscher hält am Baubeginn des Vorparthenon nach der Schlacht bei Marathon, also nach 490 und vor 480 v. Chr., fest.
Die aufgehende Architektur des Vorparthenon sollte, den erhaltenen Säulentrommeln nach zu urteilen, aus pentelischem Marmor ausgeführt werden. Bei der Errichtung des späteren Parthenon wurden gegenüber dem Plan des Vorparthenon erhebliche Änderungen vorgenommen. Die Säulenringhalle (Peristasis) des Vorparthenon besaß 6 Säulen auf den Frontseiten, wie zu dieser Zeit im griechischen Mutterland üblich, war hingegen mit 16 Säulen auf den Langseiten altertümlich langgestreckt. Dem Parthenon gab man bei annähernd übernommener Gesamtbreite und deutlich verkürzter Gesamtlänge eine Ringhalle von 8 auf 17 Säulen, so dass die Grundrissproportion dem Ideal der Zeit entsprach. Der Kernbau (Naos) des Vorparthenon war im Verhältnis zur Gesamtbreite des Baus deutlich schmaler. Die Fronten von Pronaos und Opisthodom besaßen daher sicher nur drei Joche und somit entweder zwei Säulen in antis oder prostyle viersäulige Vorhallen. Der Parthenon sollte sechssäulige prostyle Naosfronten erhalten. Die Cella des Vorparthenon wies eine übliche dreischiffige Gliederung auf, die durch zwei Säulenreihen im Innern gebildet wurde. Im Westen schloss, wie beim Parthenon beibehalten, ein annähernd quadratischer Raum an, dessen Decke von vier Säulen gestützt wurde.

## Parthenon Aufbau

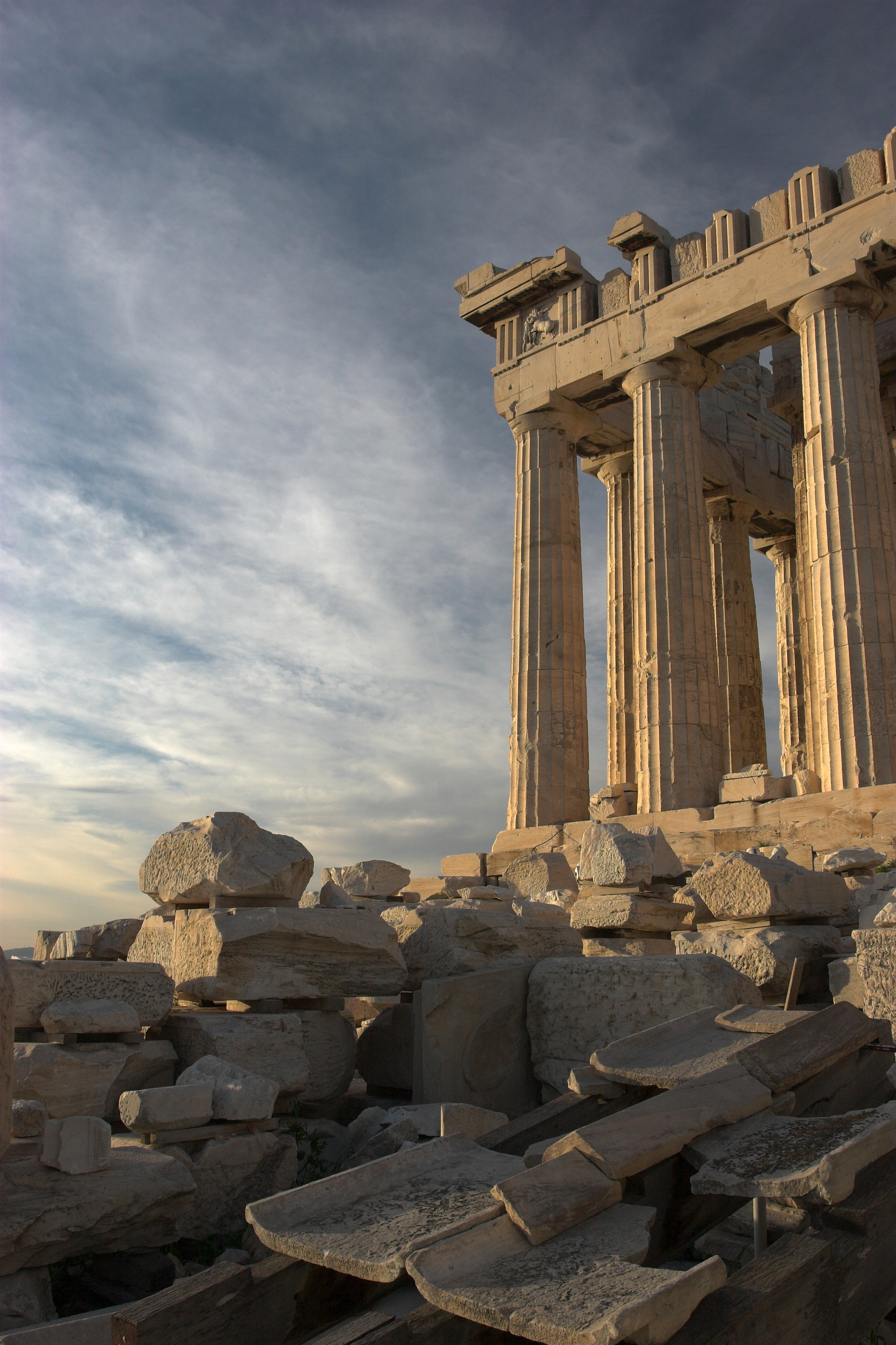
Abenddämmerung am Parthenon

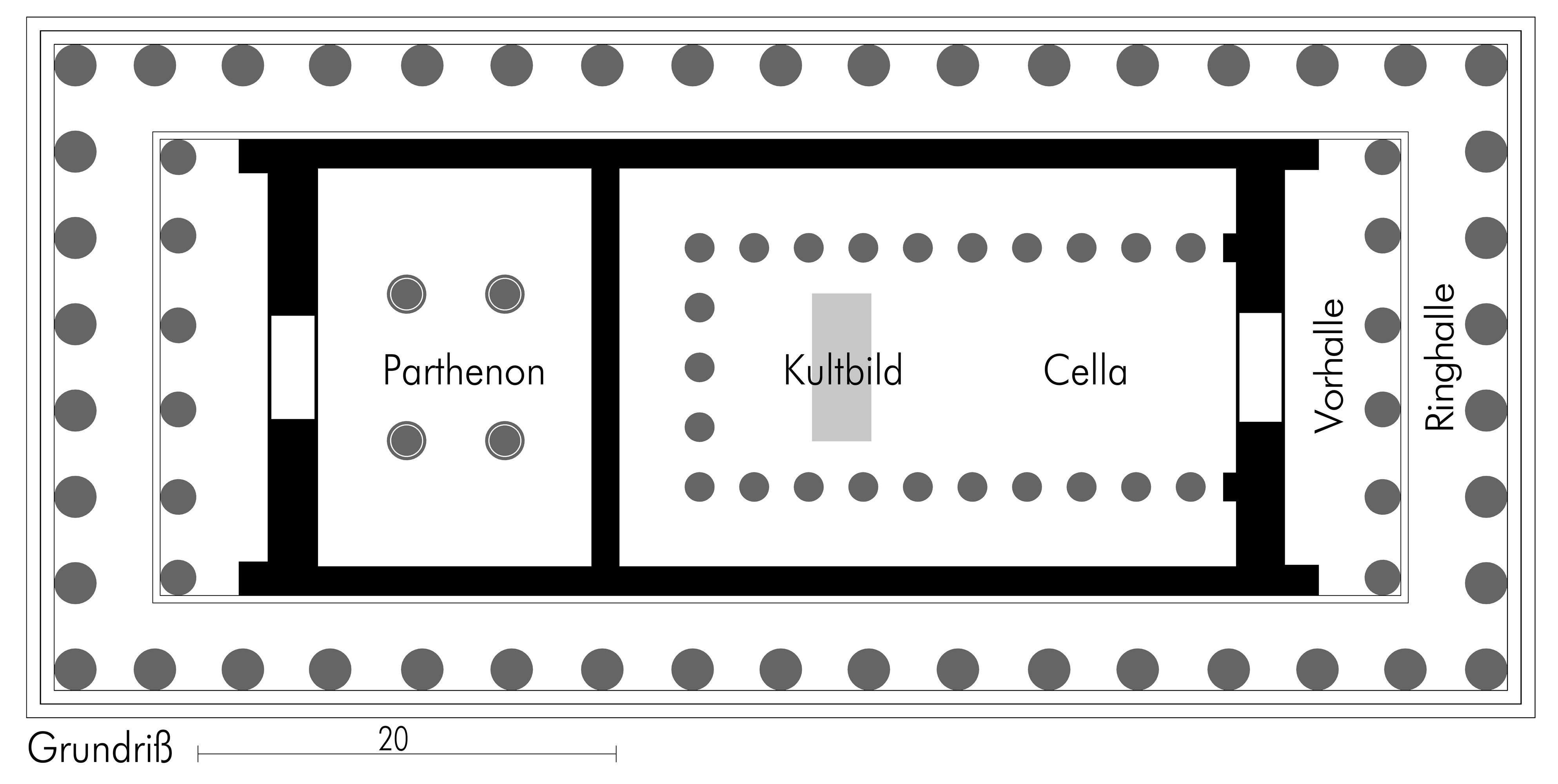
Parthenon, Grundriss

Der Parthenon wurde auf Initiative Perikles’, eines der führenden Politiker im Athen des 5. Jahrhunderts v. Chr., errichtet. Die Bauaufsicht führte der Bildhauer Phidias, der die bildhauerischen Arbeiten überwachte und zum Teil selbst ausführte. Die entwerfenden Architekten des Tempels waren Iktinos, der später auch den Apollontempel bei Bassae errichtete, und Kallikrates, der später für den Niketempel auf der Akropolis verantwortlich zeichnete. Die eigentlichen Bauarbeiten begannen 447 v. Chr. und endeten 438 v. Chr., die Arbeiten an der Baudekoration dauerten aber noch bis mindestens 433 v. Chr. an. Insgesamt war die Bauzeit für damalige Verhältnisse ungewöhnlich kurz. Einige Aufzeichnungen über die Bau- und Materialkosten sind erhalten geblieben, die beispielsweise als teuerste Posten die Transportkosten für den 16 Kilometer entfernt abgebauten pentelischen Marmor nach Athen ausweisen. Im Parthenon wurde der 454 v. Chr. nach Athen gebrachte Schatz des Attischen Seebunds verwahrt. Plutarch vermittelt uns ein eindrucksvolles Bild von der Bandbreite der Fachkräfte, die benötigt wurden, um den Tempel in so kurzer Zeit zu errichten: Zimmermänner, Schmiede, Steinmetze, Vergolder, Weichmacher des Elfenbeins, Maler, Sticker, Dreher, Gehilfen, Vorarbeiter, Kauf- und Seeleute und Steuermänner, Fuhrleute und Pferdezüchter, Seil- und Tuchmacher, Lederarbeiter, Straßenbauer und Minenarbeiter.

### Ringhalle
Der gänzlich aus pentelischem Marmor errichtete Tempel erhob sich auf einer dreistufigen Krepis. Um zwei weitere Stufen erhöht standen die Säulen der sechssäuligen prostylen Vorhallen. Hierdurch war auch die Höhe des Cellafußbodens vorgegeben. Gemessen auf der obersten Stufe der Krepis, dem Stylobat, betrug die Grundfläche 30,86 × 69,51 Meter. Einschließlich des Gebälks war der Tempel, gemessen vom Stylobat, 13,72 Meter hoch. Die Cella war 29,80 Meter lang und 19,20 Meter breit. 8 × 17 Säulen dorischer Ordnung bildeten den Säulenumgang, die Peristasis. Damit unterscheidet sich der Parthenon von früheren dorischen Tempeln, die in der Regel nur sechssäulige Fronten kannten. Während ionische Tempel mit achtsäuligen Fronten einen doppelten Säulenkranz aufwiesen, erweiterte man am Parthenon die Cella um zwei Joche. Wegen der starken Kontraktion der Eckjoche – etwa 61,5 Zentimeter statt der zu erwartenden 47,7 Zentimeter – und der ungewöhnlich engen Säulenstellung der Fronten, deren Interkolumnien knapp 1 1⁄4 unteren Säulendurchmesser erreichten, sind die Säulenhallen der Langseiten besonders eng im Verhältnis zum Gesamtentwurf. Die Außensäulen haben einen Durchmesser von 1,90 Meter und sind 10,43 Meter hoch, die Ecksäulen wurden um 4,3 Zentimeter stärker entworfen. Die Säulen wurden aus 10–12 Trommeln zusammengesetzt und besaßen je 20 Kanneluren. Die Verbindungsflächen wiesen Anathyrosis auf. Die Proportionierung der Säulen ist sehr gestreckt, das auf ihnen lastende Gebälk samt dem umlaufenden Geison ist hingegen mit einer Gesamthöhe von 3,29 Meter verhältnismäßig niedrig. Der einfache dorische Architrav und das Triglyphon sind am Parthenon gleich hoch gebildet, während an älteren dorischen Tempeln der Architrav immer höher als das Triglyphon war. Am Architrav ließ Alexander der Große einige Schilde aufhängen, die aus der Beute nach der Schlacht am Granikos im Jahr 334 v. Chr. stammten. Dies war der erste Eingriff in das Äußere des Tempels. Im Jahr 61 n. Chr. ließen die Athener eine Inschrift für Nero zwischen den Schilden am Architrav anbringen, um dem römischen Kaiser zu schmeicheln.
Wegen der starken Eckkontraktion der Säulenstellungen am Parthenon wurde der hierdurch eigentlich zu erzielende Effekt überkompensiert. Statt einen Ausgleich für die zu erwartende Position der Eckmetope zu schaffen, manchmal noch unterstützt durch eine Erweiterung dieser, mussten am Parthenon als Folge der eingerückten Ecksäulenstellung die Metopen zu den Ecken hin verschmälert werden. Dies geschah über mehrere Metopen hinweg. Am Parthenon lag die Differenz zwischen der größten und der geringsten Metopenbreite bei 10,5 Zentimeter. Je zwei Metopen standen, wie zu dieser Zeit üblich, über einem Interkolumnium. Die Metopen des Triglyphon waren skulptiert. Das Gebälk wurde, für einen dorischen Tempel ungewöhnlich, von einem Perlstab bekrönt. Darüber folgten das dorische Geison mit seinen Mutulusplatten und die Sima, letztere auch an den Giebelschrägen hochgeführt und mit aufgemalten Blütenfriesen dreifarbig verziert. Zwei vielfigurige Gruppen füllten die Giebelfelder. Das Dach war mit Marmorziegeln gedeckt. Bunte Antefixe in Palmettenform zierten die Traufseiten des Tempels, an deren Ecken sich je ein Löwenkopf-Wasserspeier für die Ableitung des Traufwassers befand. Den First und die Giebelecken nahmen kompliziert verschlungene Akanthus-Ornamente als Akrotere ein. Die mit farbigen Blütenmotiven bemalte Kassettendecke der Ringhalle bestand ebenfalls aus Marmor.

### Naos
Je sechs dorische Säulen standen amphiprostyl vor der Front- und Rückseite des eigentlichen Naos, dem Kernbau des Tempels. Sie waren etwas kleiner als die Säulen der Peristasis. Einlassungen an ihren Fragmenten deuten darauf hin, dass sie ursprünglich durch hölzerne Scherwände verbunden waren, die einen abgeschlossenen Pronaos und Opisthodom bildeten. Am oberen Ende der äußeren Cellawände und über den Architraven der prostylen Hallen zog sich ein kontinuierlicher ionischer Figurenfries entlang. Die Anten von Pronaos und Opisthodom waren auf kurze Pfeiler reduziert.
Durch eine 4,92 Meter breite und 10 Meter hohe Tür betrat man die Cella. Sie wies einen dreiseitigen inneren Säulenumgang dorischer Ordnung auf, der, wie in Innenräumen der Zeit üblich, zweistöckig war, um die nötige Höhe zu erreichen. Er trug die hölzerne, mit Malereien und Gold verzierte Decke und stützte, die ungeheure Breite überbrückend, das Dach. Die lichte Weite des Mittelschiffs von 10,60 Metern blieb im griechischen Mutterland ansonsten unerreicht. Kurze Pfeiler in Verlängerung der seitlichen Säulenstellungen an Stirn- und Rückwänden legen nahe, dass sie eine auf Gebälkhöhe der unteren Säulenstellung umlaufenden, wahrscheinlich begehbare hölzerne Decke stützten. Vor der hinteren Säulenstellung der Cella erhob sich das mit einer Höhe von etwa 11 Metern kolossale, von Phidias geschaffene, Gold-Elfenbein-Kultbild der Athena Parthenos. Die zugehörige Basis aus dunklem Marmor war 4,09 × 8,04 Meter groß und etwa 1,20 Meter hoch. Aus applizierten Elfenbeinplatten war auf den Seitenwänden der Basis die Geburt der Pandora in flachem Relief dargestellt. Zumindest zur Zeit des Pausanias befand sich vor dem Standbild ein Wasserbassin, das für ausreichende Luftfeuchtigkeit sorgte, damit das empfindliche Elfenbein der Athena-Statue nicht spröde wurde und Risse bekam. Spuren dieses Beckens, das vermutlich nachträglich eingebaut wurde, haben sich nicht erhalten. In hadrianischer Zeit stifteten die Athener eine kolossale Statue des Herrschers in den Tempel und ließen sie neben der Statue der Athena aufstellen.
An der Westseite des Naos befindet sich ein weiterer, nur 13,36 Meter tiefer Raum, dessen hölzerne Decke von vier Säulen ionischer Ordnung getragen wurde. Zwar sind von diesen Säulen nur die Standplatten erhalten; da diese im Quadrat angeordnet sind und mithin eine zweigeschossige Säulenordnung auszuschließen ist, müssen die Säulen der schlanker proportionierten ionischen Ordnung angehört haben. Die ursprüngliche Funktion dieses Raumes ist ungeklärt, doch diente er ab dem 4. Jahrhundert, ebenso wie der Opisthodom, der Aufnahme der Tempelschätze und aller Festutensilien der Göttin. Hier befand sich etwa der silberfüßige Schemel, auf dem Xerxes I. sitzend der Schlacht von Salamis beiwohnte. Plutarch überliefert, dass Demetrios I. Poliorketes im Jahr 304 v. Chr. im Opisthodom des Athenatempels logierte, vermutlich aber nutzte er ebendiesen Westraum, statt des recht kleinen „Opisthodom“.

### Entwurf und Verfeinerungen
Grundlegende Proportionen des Baus wurden durch das Verhältnis der Frontsäulen zu den Säulen der Langseiten festgelegt. Als klassische Lösung legten griechische Architekten die Formel „Frontsäulen : Flankensäulen = n : (2n+1)“ zugrunde. Die gleiche Proportion durchzieht den gesamten Parthenon, bei dem nicht nur die Säulenstellungen mit 8 × 17 Säulen derselben Formel folgen, sondern auf das Verhältnis 4:9 gekürzt alle weiteren Entwurfsmaße. Säulendurchmesser zu Säulenabstand wurden hierdurch festgelegt, das Seitenverhältnis des Stylobats folgt ihm, auch der Naos ohne Anten. Tempelbreite zu Tempelhöhe bis zum horizontalen Geison ist durch das Verhältnis 9:4 festgelegt, und dem folgt ins Quadratverhältnis gesteigert das Verhältnis zwischen Tempellänge zu Tempelhöhe, das 81:16 beträgt. Die Grundeinheit war hierbei der attische Fuß zu 29,80 Zentimeter. Die Länge der Cella entsprach mithin 100 Fuß, was dem Tempel bei Plutarch den Namen Hekatompedon einbrachte.
Der Stylobat hat eine als Kurvatur bezeichnete Wölbung nach oben von 60 Millimetern an den Schmal-, von 110 Millimetern an den Langseiten, die sich in allen folgenden Baugliedern der aufgehenden Architektur auswirkte. Zugleich wiesen die Säulen eine leichte Schwellung, die Entasis, auf, die Beschleunigung ihrer ohnehin nur schwach ausgeprägten Verjüngung setzte nach 2/5 Säulenhöhe ein. Zugleich waren die Säulen um 7,4 Zentimeter leicht nach innen geneigt. Diese Innenneigung, Inklination, setzte sich auch im Gebälk fort. Auch das Äußere der Cellawände folgte hierin. Somit war kein sichtbares Bauglied, kein Quader des Tempels zugerichtet wie ein zweiter. Dies erlaubt heute durch genaue Vermessung und Beobachtung jedem erhaltenen Stein seine Position am einstigen Bau zuzuweisen, was für die Rekonstruktion des Tempels von grundlegender Bedeutung ist.
Laut Vitruv haben Iktinos und ein gewisser Karpion – möglicherweise ein Transkriptionsfehler aus Kallikrates – ein theoretisches Werk über den Parthenon hinterlassen, das leider nicht erhalten ist.

### Baudekoration

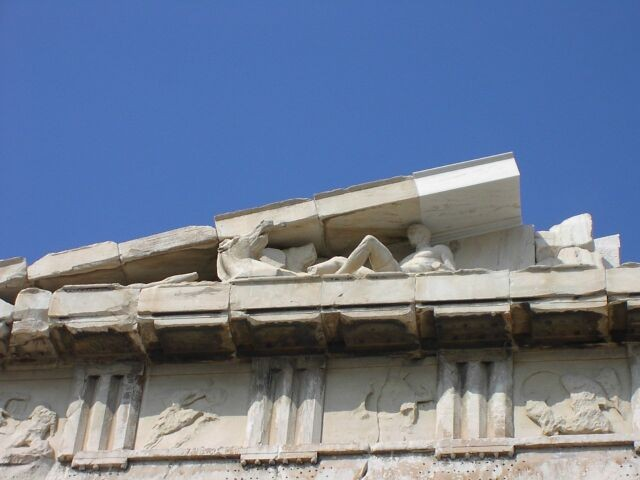
Metopen-Triglyphen-Fries und linke Ecke des Ostgiebels

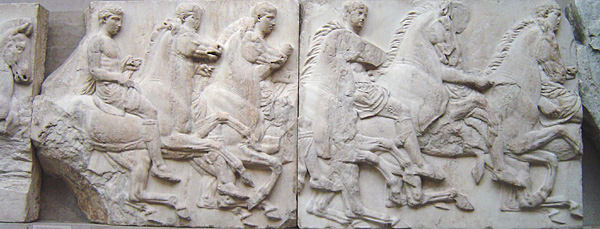
Friesplatten vom Parthenon

Der Parthenon war sowohl innen als auch außen mit aufwändigen marmornen Bildhauerarbeiten dekoriert. Diese sind nur zum Teil erhalten geblieben, jedoch gibt es ausführliche Beschreibungen der zerstörten Teile. Darüber hinaus fertigte der französische Zeichner Jacques Carrey 1674, nur wenige Jahre vor der Zerstörung des Parthenon, Zeichnungen vom Bau und seinem Bildschmuck an, der damals noch gut erhalten war.

#### Fries
Die Außenwand der Cella wurde von einem Fries bekrönt, der die große Prozession während der Panathenäen, des größten jährlich stattfindenden Festes zu Ehren der Athena, zeigte. Auf der vierten, der östlichen Eingangsseite war eine Versammlung sämtlicher Götter des griechischen Olymps dargestellt, ausgenommen Hades und Hestia. Ausgangspunkt der 160 Meter langen Darstellung war die Südwestecke der Cella. Von dort strebt die Prozession an West- und Nordseite von rechts nach links, an der Südseite von links nach rechts. An der Ostseite treffen sich beide Züge. Hier wird der neu gewebte Peplos der Athena übergeben. Die Übergabe erfolgt im Zentrum der Komposition, direkt über dem Eingang zur Cella des Tempels. Sitzende Gruppen von Göttern begleiten die Übergabe, unterhalten sich, wenden den ebenfalls anwesenden Menschen aber die Rücken zu. Alle wichtigen Götter sind anwesend. An der Spitze des von Menschen gebildeten Festzugs sieht man Mädchen in Begleitung älterer Herren, wohl Phylenheroen oder Magistrate der Stadt, auch Ordner des Festzugs sind abgebildet. An den Langseiten der Cella sah man Jünglinge mit Opfertieren, reitende Jugend, ältere Männer, Musikanten, Wasserträger, hier und da idealtypische Darstellungen von Landschaft, Felsbrocken.

#### Metopen

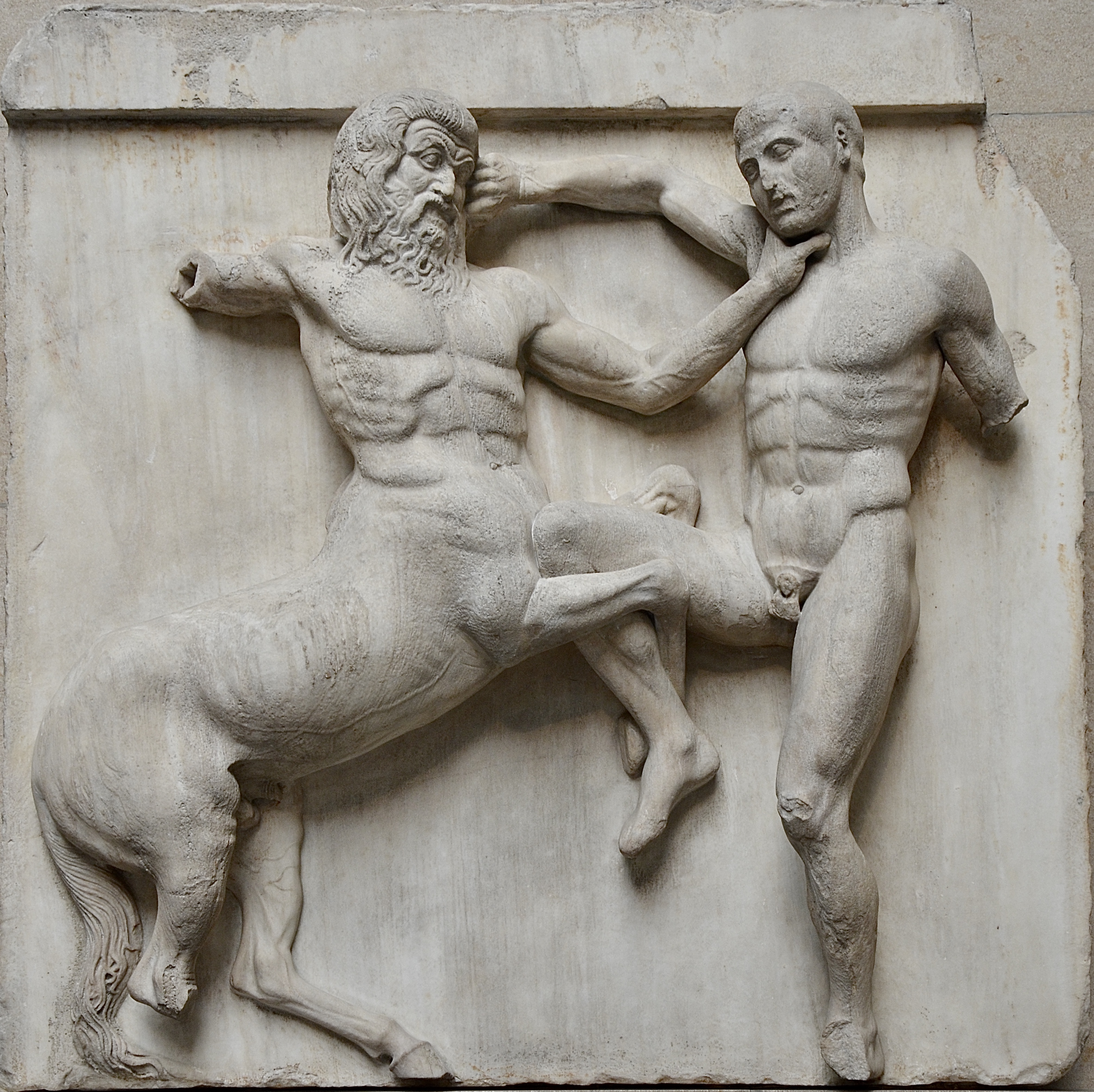
Kampf Kentaur gegen Lapith – Metope vom Parthenon

Die 92 Metopenreliefs an den vier Seiten des Tempels zeigten mythische Kampfszenen: an der Südseite die Schlacht zwischen Lapithen und Kentauren (Kentauromachie), an der Ostseite der Kampf der Götter gegen die Giganten und an der Westseite der Kampf zwischen Griechen und Amazonen. Von den Darstellungen der Nordseite sind nur wenige Fragmente erhalten, sie zeigten Szenen aus dem Trojanischen Krieg. Überhaupt ist der Erhaltungszustand der Metopen sehr unterschiedlich. Lediglich ein Großteil der Metopen von der Südseite ist gut erhalten und gehört heute zu den sogenannten Elgin Marbles. Das Zentrum dieser Metopenreihe fiel allerdings dem Beschuss durch die Venezianer im Jahr 1687 zum Opfer. Die Figuren der Metopen an Ost- und Westseite wurden von bilderstürmenden Christen abgeschlagen und sind heute überwiegend nur noch in Umrissen erkennbar.
In der Gigantomachie der Ostseite führte die Bewegungsrichtung der Gesamtkomposition zur Mitte des Triglyphons. Gleichwohl wird dieses gleichmäßige Streben durch Gegenbewegungen in Metope 4 von Norden mit der kämpfenden Athena und Metope 11 mit Apollon aufgehoben. Metope 10 mit dem für den Kampf entscheidenden Herakles ist als Zentralkomposition gefasst und unterstreicht hierdurch die Bedeutung dieses Kampfabschnitts für das Geschehen. Das Zentrum der Friesseite wird vom Kampf des Zeus eingenommen, dessen Streitwagen von seiner Gemahlin Hera gefahren wird. An weiteren Göttern sind Hermes, Dionysos, Ares, Amphitrite und ihr Gemahl Poseidon, Artemis, Hephaistos und Helios dargestellt.
An den Südmetopen wird das Bewegungskonzept umgekehrt. Von einem relativ statischen Zentrum, dessen Deutung umstritten ist – Teil des Kampfes der Lapithen gegen die Kentauren oder attische Landsagen – strebt der überwiegende Teil der Darstellungen zu den Ecken des Triglyphenfrieses. Dennoch wird das Schema auch hier durch Gegenbewegungen durchbrochen.
Das Gestaltungskonzept der Nordseite lässt sich wegen des schlechten Erhaltungszustand nicht zusammenfassend beurteilen. Vorgestellt werden Szenen aus dem Trojanischen Krieg und dem Fall Trojas, der Iliupersis: das Lager der Griechen, anwesende Götter, Helden wie Menelaos, Aphrodite mit Helena neben einem Standbild, Anchises mit dem kleinen Aeneas.
Die stark beschädigten Metopen der Westseite mit ihrer Darstellung des Kampfes gegen die Amazonen scheinen wie die Metopen der Ostseite einer auf das Zentrum zustrebenden Komposition unterworfen zu sein.

#### Giebel

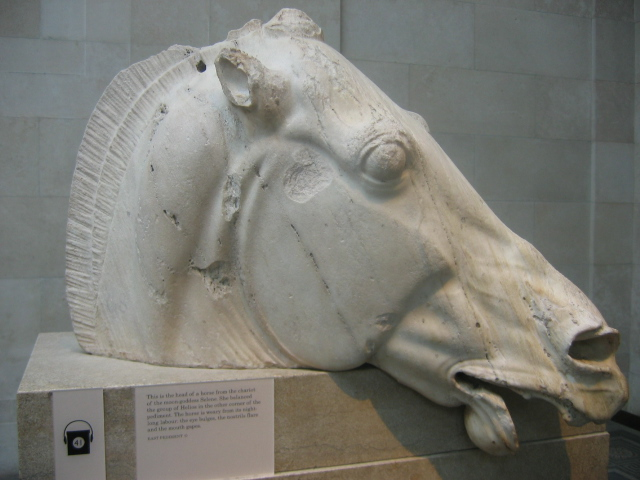
Pferdekopf vom Wagen der Selene, Parthenon, Ostgiebel

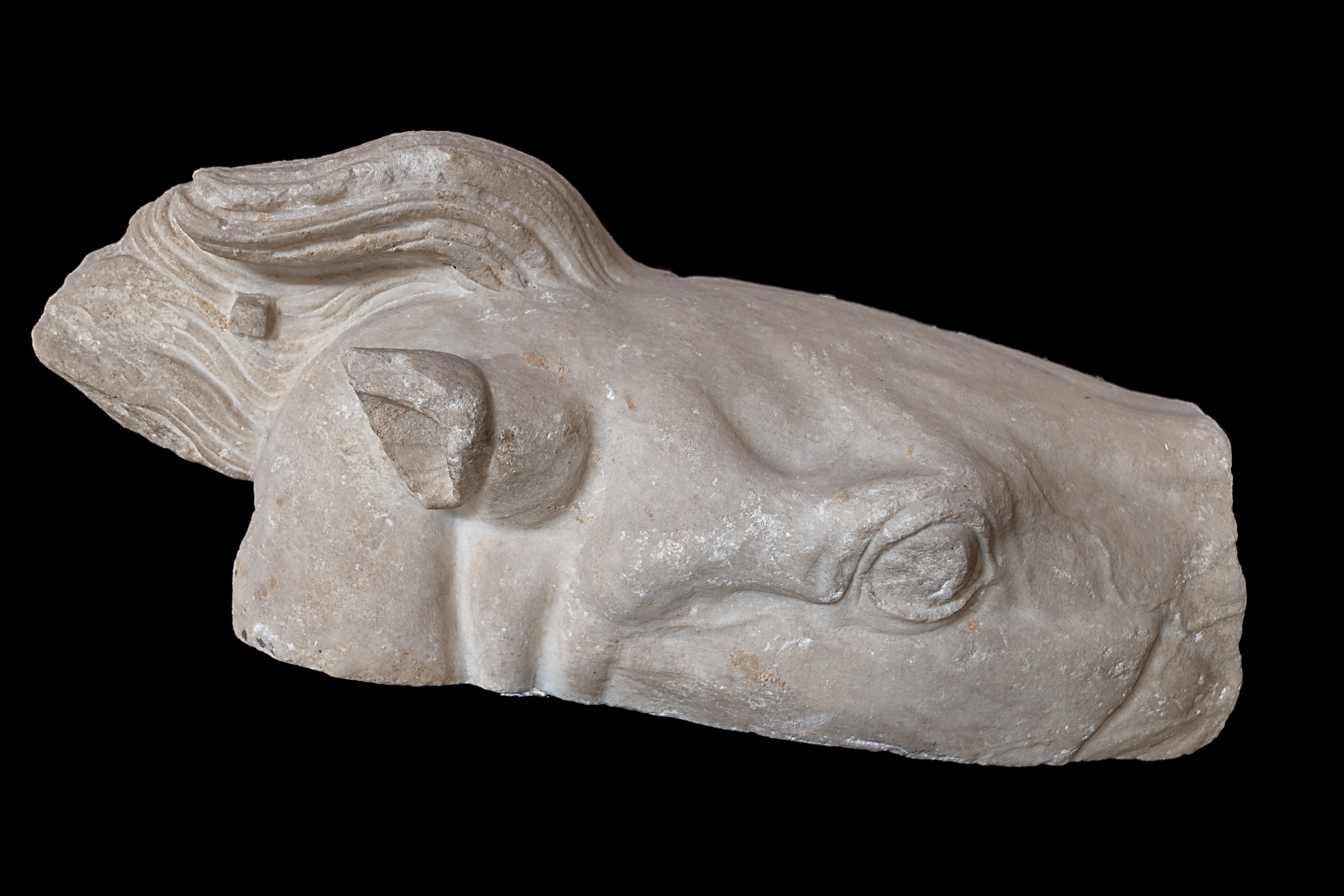
Pferdekopffragment vom Wagen der Athena, Westgiebel

Die dreieckigen Giebelfelder waren 28,35 Meter breit, an ihrer höchsten Stelle 3,46 Meter hoch, dabei aber nur 0,91 Meter tief. Die zwischen 439 und 433 v. Chr. freistehend gearbeiteten Giebelfiguren waren daher deutlich überlebensgroß gebildet. Man geht davon aus, dass pro Giebelfeld über 20 Figuren untergebracht waren. Betrat man die Akropolis durch die Propyläen, sah man zuerst die Westseite des Tempels mit seinen großen Giebelfiguren, hier mit Athenas Kampf gegen Poseidon um den Besitz der Landschaft Attika. Am Ostgiebel war die Geburt Athenas dargestellt.
Dieser Giebel der östlichen Eingangsseite mit der Geburt der voll entwickelten und bereits gerüsteten Athena aus dem Haupte des Zeus war der Hauptgiebel. Seine Gesamtkomposition beginnt mit dem aufsteigenden Helios, dem Sonnengott, in seinem Wagen in der linken Giebelecke. Als Pendant sah man die untergehende Selene, die Mondgöttin, samt ihrem Wagen in der gegenüberliegenden Giebelecke. Eine lagernde männliche Gestalt folgt Helios zur Giebelmitte hin. Diese Figur wird zumeist als Dionysos oder Herakles, aber auch als der Berggott Olympos gedeutet. Ihm schließen sich teils sitzend, teils stehend drei weibliche Gestalten an, die Persephone, Demeter und Iris oder die drei Moiren, also die Göttinnen des Schicksals, sein könnten. Das Zentrum der Komposition wurde von Zeus und Hephaistos, dem Geburtshelfer der Athena, sowie Athena selbst eingenommen. Hephaistos hatte gerade mit einem Schlag den Kopf des Zeus gespalten, um ihn von seinen Kopfschmerzen zu befreien. Aus dem Spalt erscheint Athena. Nach rechts folgt in die nun absteigende Giebelschräge eine Gruppe dreier weiblicher Gestalten. Sie werden unter anderem als Hestia, Amphitrite oder Leto im Hintergrund sitzend mit Dione, Themis oder Artemis davor, rechts gefolgt von der gelagerten Aphrodite angesprochen. Zuletzt griff Vinzenz Brinkmann die Deutung der zwei sitzenden Gestalten als Horen auf, denen er als gelagerte Gestalt die Ortsnymphe Attike zur Seite stellt. Den Tag der Geburt beschließend folgte Selene.
Der Westgiebel zeigte den Streit um das attische Land, in der Mitte dominierte der gewinnbringende Ölbaum der Athena. Neben diesem befand sich die Salzquelle, der Einsatz Poseidons, die ihm aber nicht zum Sieg verhalf. Zahlreiche Gottheiten, aber auch Athener, füllten das erweiterte Zentrum des Giebels. Hermes, Nike, Iris, Athena und Poseidon, die in ihren Streitwagen zum Wettkampf vorfahren, begleitet von ihren Wagenlenkern, Nike für Athena, Amphitrite für Poseidon. Kekrops, der Schiedsrichter, und seine Familie, Heroen tummelten sich hier. Die Zwickel nahmen Fluss- und Quellgottheiten – Kephisos, Ilissos und Eridanos, auch Kallirrhoe – ein, die insgesamt die Landschaft Attika repräsentieren. Die meisten Figuren sind stark zerstört, lediglich Zeichnungen früher Reisender geben Auskunft über die Komposition.

#### Bemalung
Der Parthenon war zumindest stellenweise bemalt. Inwieweit und in welchen Farben, ist bis heute allerdings umstritten. Es ist bekannt, dass die Decken im Innern in einem dunklen Blau gehalten waren, während die Abbildungen in den Giebeln helle Farbtöne trugen. Auf Teilen der Giebelverzierung, den im British Museum aufbewahrten sogenannten Elgin Marbles, konnte ein Pigment namens Ägyptisch Blau nachgewiesen werden. Es wurde die These aufgestellt, dass der Parthenon im oberen Teil in einem hellen Blau und Rot bemalt war, so dass die Skulpturen beim Anblick von unten deutlicher hervortraten.

## Das Kultbild der Athena Parthenos

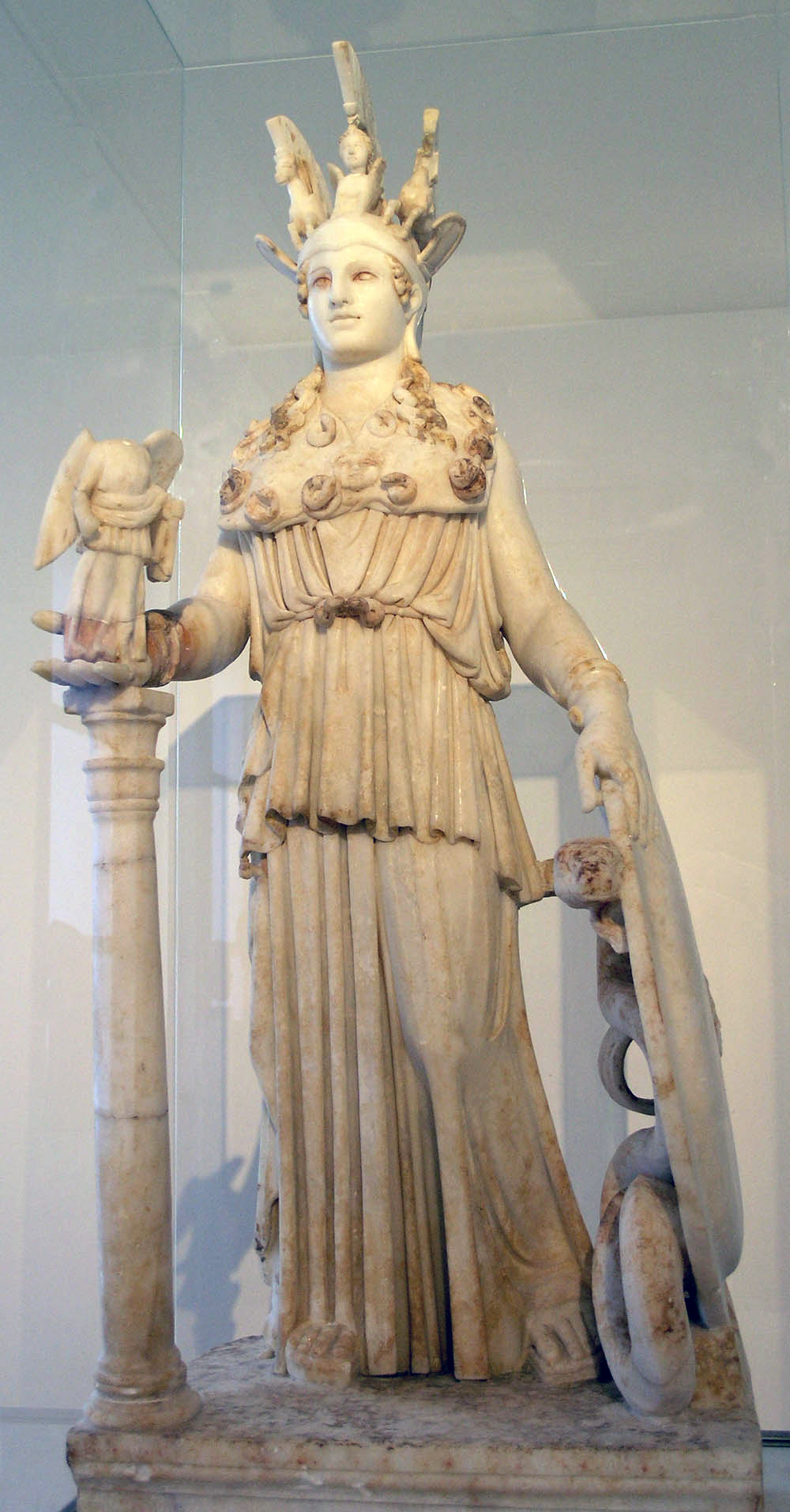
Varvakion-Statuette, Athen (Nationalmuseum 129), Nachbildung der Athena Parthenos

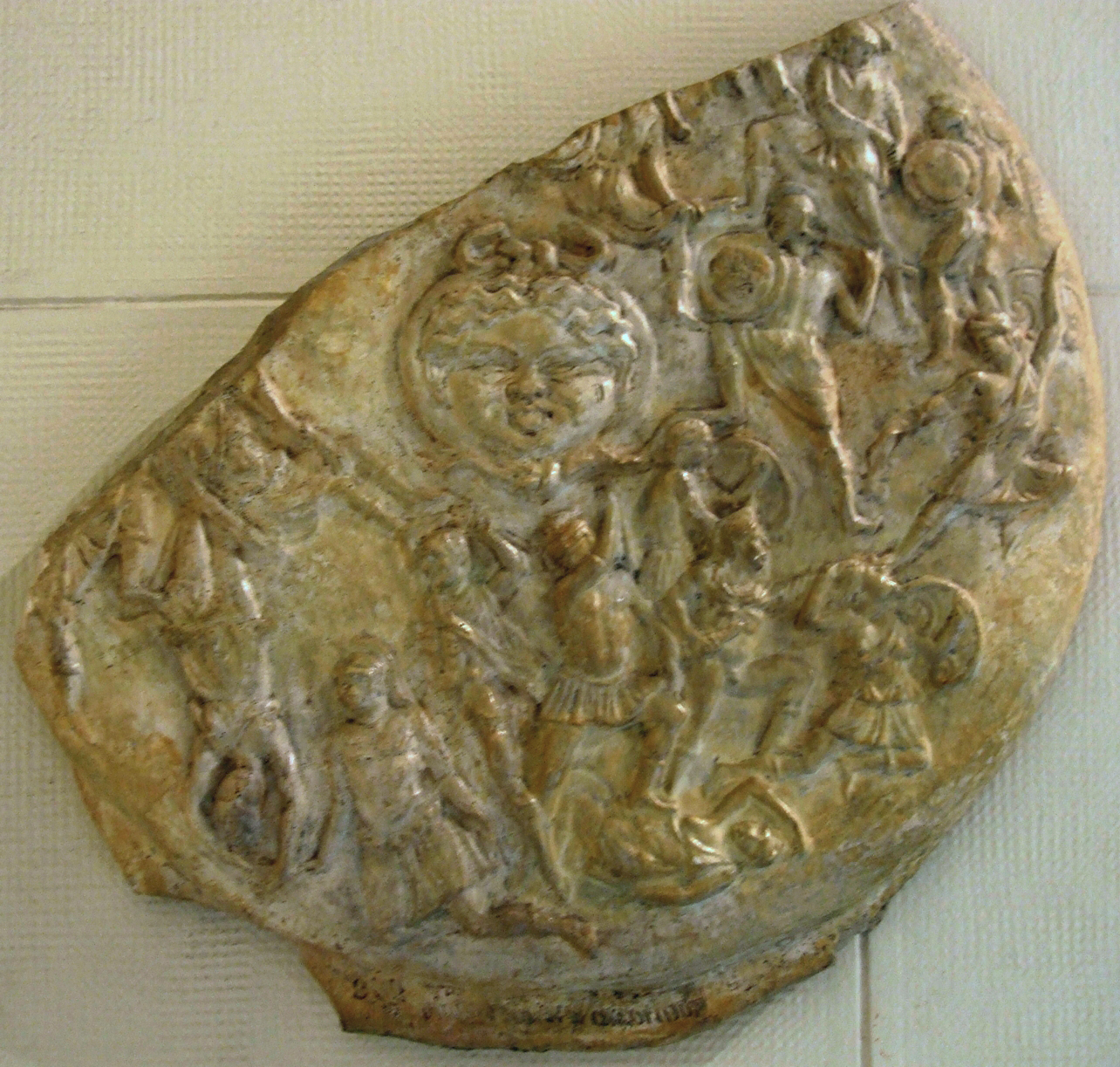
Gipsabguss des sogenannten Strangford-Schildes, Puschkin-Museum, einer Kopie des Schildes der Parthenos

Pausanias überlieferte in seiner Reisebeschreibung Griechenlands das Aussehen der kolossalen Athena-Statue des Phidias:

„Die Statue selbst besteht aus Elfenbein und Gold. Mittig auf ihrem Helm sieht man eine Sphinx…und an den Helmseiten befinden sich Greifenreliefs… Die Statue der Athena steht aufrecht, ist mit einem Chiton bekleidet, der bis zu den Füßen hinabreicht, auf der Brust befindet sich der aus Elfenbein gearbeitete Kopf der Medusa. Athena hält in der einen Hand eine vier Ellen hohe Nike, in der anderen eine Lanze. Zu ihren Füßen liegt ein Schild und nahe der Lanze ist eine Schlange, wohl Erichthonios. Auf der Statuenbasis sieht man die Geburt der Pandora als Relief.“

Es ist anzunehmen, dass mit Baubeginn am Heiligtum auch mit der Arbeit an der Statue begonnen wurde. Mit der Fertigstellung des Tempels 438 v. Chr. wurde sie geweiht.
Über einem hölzernen Gerüst wurden Bronze- und Goldplatten sowie das Elfenbein, das für sichtbare Hautpartien und das Gorgoneion eingesetzt wurde, montiert. Reste dieser Holzkonstruktion haben sich im Bereich der einst etwa 1,20 Meter hohen Basis erhalten. Das Gold allein wog 44 Talente, etwa 1150 Kilogramm, und umfasste einen Teil des durch den attischen Seebund verwalteten Schatzes. Die Goldplatten waren abnehmbar, um den Goldbestand des Schatzes überprüfen zu können. Berechnungen ergaben, dass die Goldplatten nicht dicker als 1,5 Millimeter gewesen sein können.
Obgleich nicht im Detail rekonstruierbar, gewinnt man aus verkleinerten Nachbildungen, von Münzen und Gemmen einen gewissen Eindruck vom einstigen Aussehen des Kolossalbildes. Als beste diesbezügliche Replik gilt die sogenannte Varvakion-Statuette. Der 1,05 Meter großen Statuette zufolge trug Athena – entgegen der Aussage des Pausanias – einen in der Hüfte gegürteten Peplos, darüber die mit Schlange verzierte Ägis mit dem Haupt der Medusa in der Brustmitte. Das linke Spielbein Athenas war leicht zur Seite gesetzt. Unter dem Gewand kommen die Zehen der Göttin, die demnach hohe Sandalen trug, zum Vorschein. Die Sohlenränder waren der schriftlichen Überlieferung zufolge mit Reliefs einer Kentauchomachie verziert, die allerdings bei keiner der stark verkleinerten Kopien der Athena Parthenos überliefert sind. Den mittleren Helmbusch der Göttin trug eine Sphinx, die beiden seitlichen wurden von Pegasoi getragen. Die hochgestellten Wangenklappen waren mit Greifenreliefs geschmückt. Die von Pausanias überlieferte vier Ellen, also etwa 2 Meter, hohe Nike in der rechten Hand der Göttin wird bei der Varvakion-Statuette von einer Säule unter der Hand gestützt. Ob dieses Detail dem Original folgt, ist umstritten. In der linken Hand hielt Athena den Rand ihres Schildes, an dessen Innenseite sich eine Schlange, die Burgschlange, emporringelte. Der Schild selbst, dessen Außenseite eine Amazonomachie im Relief zierte, während die Innenseite eine gemalte Gigantomachie aufwies, ist als antike Kopie ebenfalls erhalten.
Laut einer antiken Überlieferung sollen auf dem vielfigurigen Schild der Athena Phidias und Perikles dargestellt gewesen sein, auch wenn es bereits antiken Betrachtern schwerfiel, die entsprechenden Figuren zu identifizieren.
Was im Laufe der Zeit mit der Statue geschah, ist nur sehr fragmentarisch überliefert. Angeblich wurden goldene Teile des Kultbildes um 300 v. Chr. von Lachares eingeschmolzen, um Söldner zu bezahlen. Falls dies zutrifft, so wurden sie später wieder ergänzt, da Pausanias sie um 170 n. Chr. noch beschreibt. Bis zum 4. Jahrhundert n. Chr. soll sie noch im Parthenon gestanden haben, wurde dann aber nach Konstantinopel gebracht, wo sich ihre Spur verliert. Spätere Berichte diesbezüglich sind unklar und geben keinen Aufschluss über ihren weiteren Verbleib.

## Weitere Geschichte

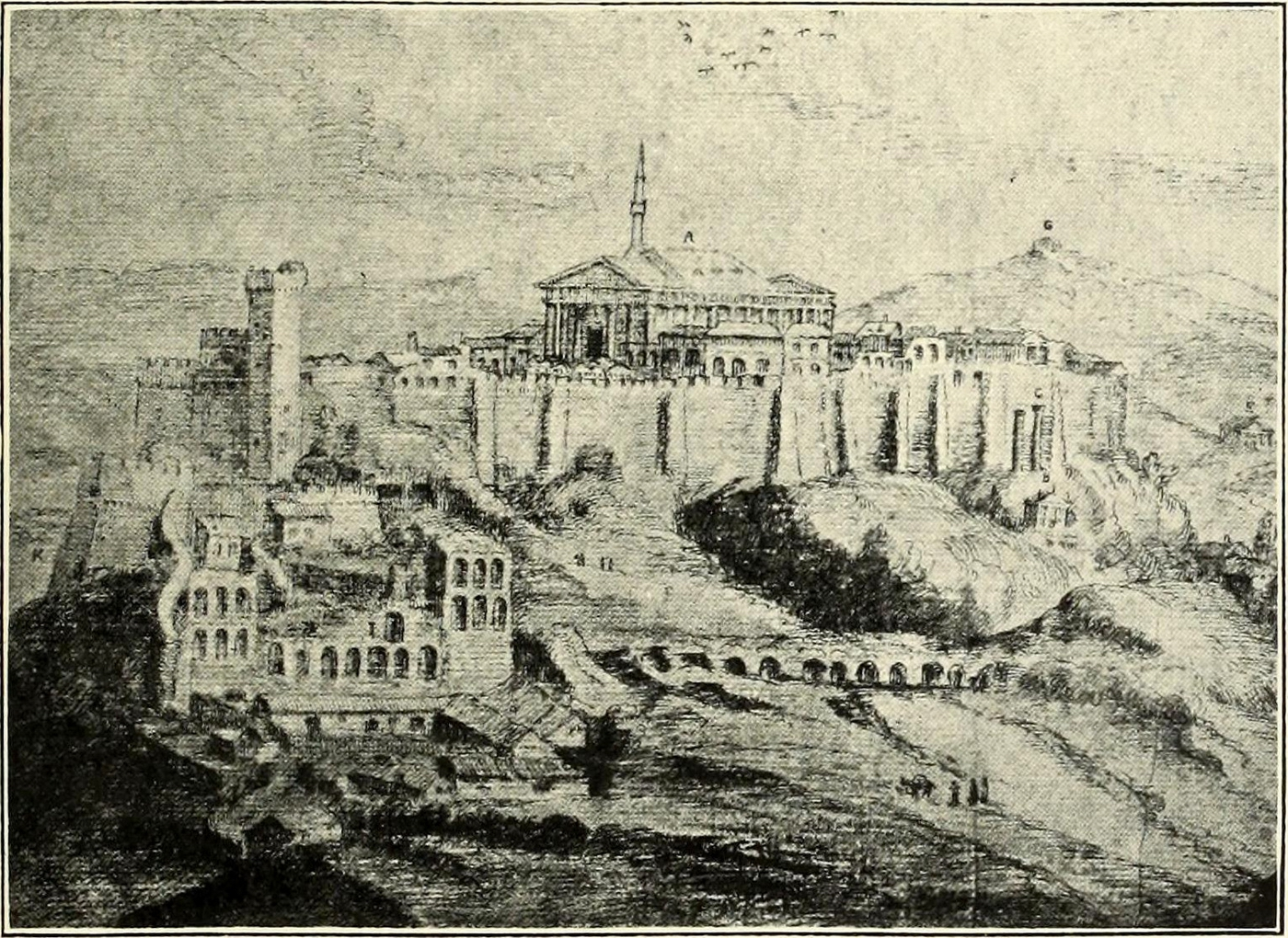
Die Akropolis mit dem Parthenon im Jahr 1670

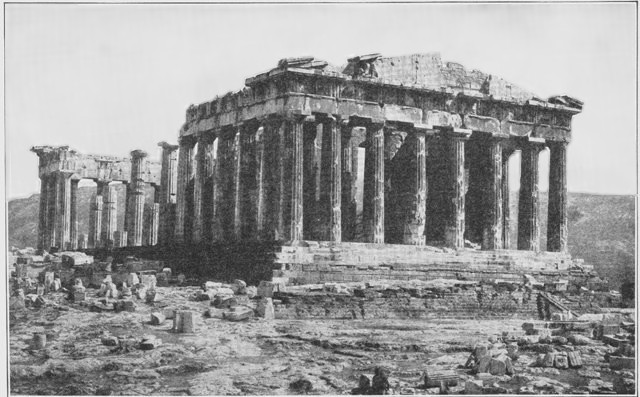
Der Parthenon im 19. Jahrhundert

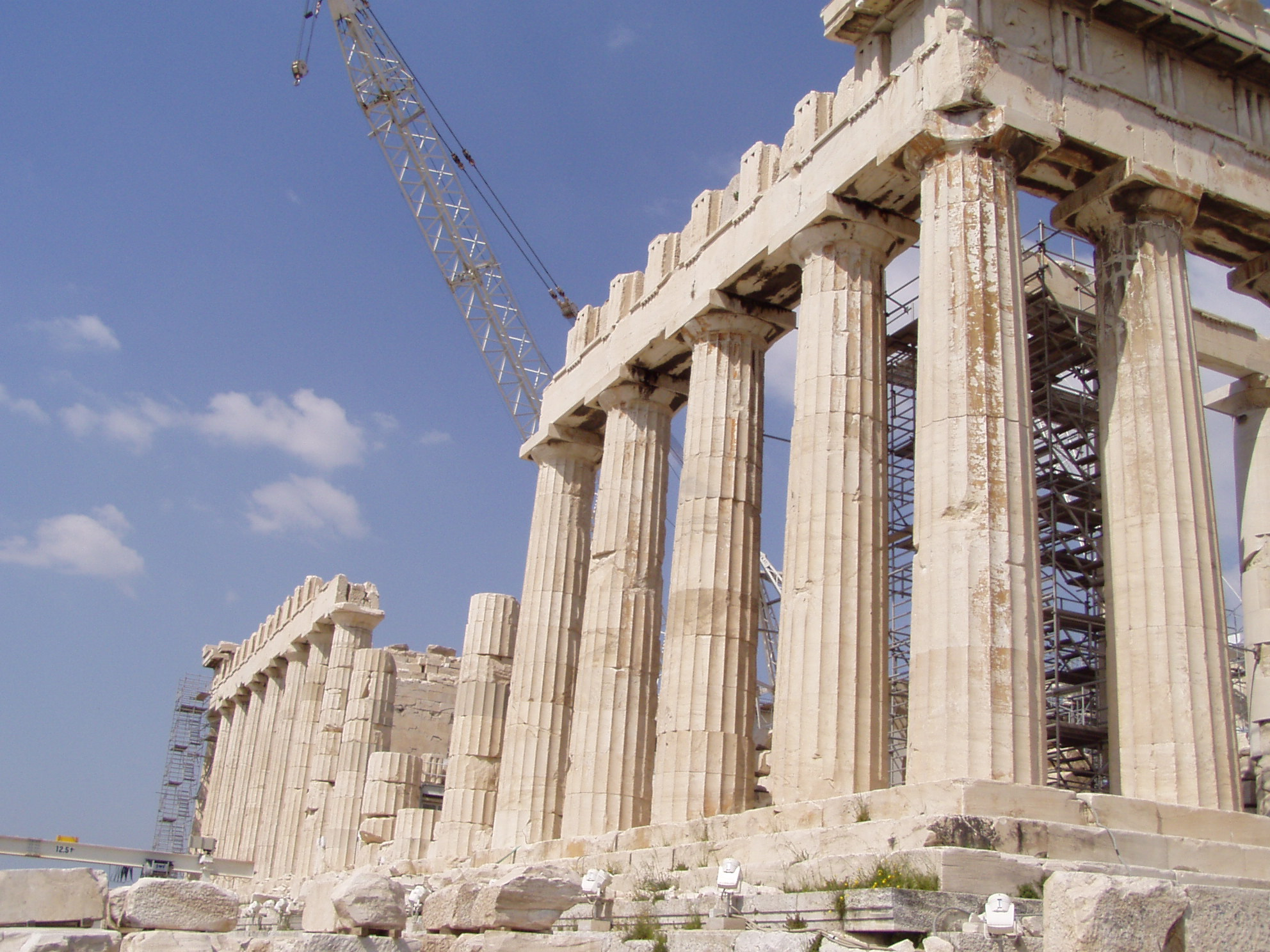
Die beschädigte Südseite

Der Parthenon blieb als einer der wichtigsten Tempel antiker griechischer Religion mehr als tausend Jahre lang erhalten. Es gilt als erwiesen, dass er noch im 4. Jahrhundert vollständig erhalten war. Athen war damals nur noch Provinzstadt im Römischen Reich, wenn auch mit großer Vergangenheit. Im frühen 5. Jahrhundert wurde das Standbild der Athena Parthenos von einem der römischen Kaiser nach Konstantinopel gebracht, wo es später verlorenging, womöglich während der Plünderung der Stadt beim vierten Kreuzzug im Jahr 1204.
Nach der Christianisierung wurde der Parthenon als christliche Kirche genutzt und der Maria geweiht. Die Umwandlung in eine Kirche ging einher mit der Beseitigung der inneren Säulen und einiger Wände der Cella sowie dem Bau einer Apsis. Diesem fielen einige der Skulpturen zum Opfer. Diejenigen, die heidnische Götter zeigten, wurden möglicherweise absichtlich zerstört, einige andere tauchten andernorts wieder auf.
1456 eroberte Mehmed II. Athen; es kam unter osmanische Herrschaft, der Parthenon wurde eine Moschee. Dem Parthenon wurde (als einzige Modifikation) ein Minarett hinzugefügt; europäische Reisende des 17. Jahrhunderts berichteten, dass das Gebäude ansonsten unversehrt war.
Im Großen Türkenkrieg gegen das Osmanische Reich belagerten 1687 Truppen der Republik Venedig Athen. Die Osmanen hatten die Akropolis befestigt und benutzten den Parthenon als Pulverkammer. Eine venezianische Kanonenkugel – abgefeuert von einer Geschützbatterie auf dem Philopapposhügel – traf die Kammer am 26. September; sie explodierte und der Parthenon wurde teilweise zerstört. Der Innenaufbau war beschädigt, die übrig gebliebenen Teile des Dachstuhls brachen ein, ebenso die Nord- und die Südflanke. Auch der figürliche Schmuck wurde beschädigt. Die Schwedin Anna Åkerhielm verfasste wenige Tage nach dem Ereignis einen Augenzeugenbericht. Zahlreiche Bruchstücke wurden später von Reisenden als Souvenirs mitgenommen. Nach der Explosion wurde das Gebäude nicht mehr benutzt, später wurde im Inneren eine kleine Moschee mit Kuppel errichtet. Die Apsis der frühchristlichen Kirche wurde 1836 abgetragen, die Moschee 1842. Im selben Jahr wurde ein provisorisches Museum in der Cella eingerichtet, das 1845 wieder entfernt wurde.

## Wiederentdeckung

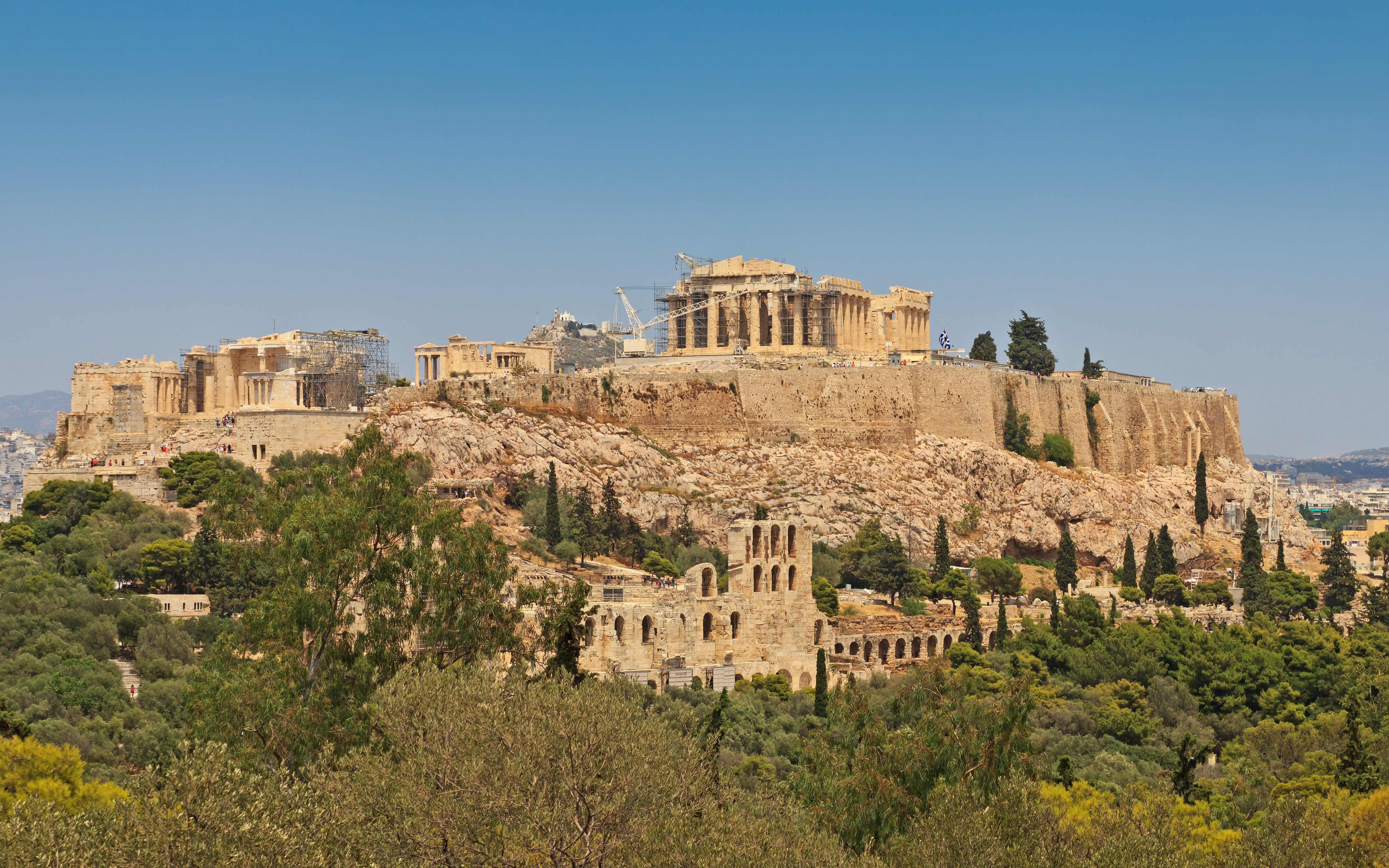
Athener Akropolis mit Parthenon 2013

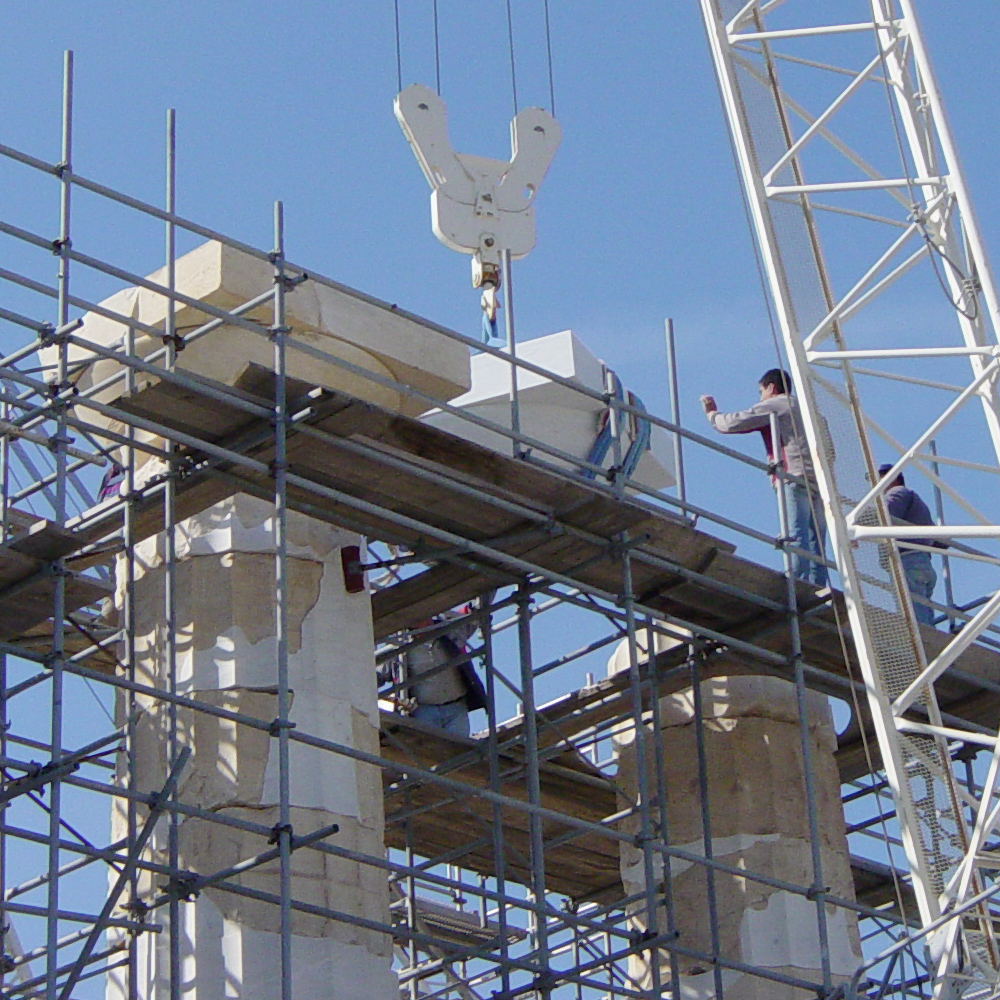
Partielle Rekonstruktionsarbeiten

Im späten 18. Jahrhundert besuchten viele Europäer Athen. Die pittoresken Ruinen des Parthenon waren ein beliebtes Motiv für Zeichnungen und Gemälde, was letztlich auch Sympathien für die griechische Unabhängigkeit in Großbritannien und Frankreich förderte. 1801 erhielt der britische Botschafter in Konstantinopel, Thomas Bruce, 7. Earl of Elgin und 11. Earl of Kincardine, eine Erlaubnis (ferman) des Sultans, Abgüsse und Zeichnungen der antiken Bauten auf der Akropolis zu fertigen und wenn nötig jüngere Gebäude abzureißen und Skulpturen zu entfernen, um den Blick freizulegen. Er interpretierte diese Erlaubnis so, dass er sämtliche Skulpturen, die er finden konnte, in Besitz nehmen dürfe. Er ließ zahlreiche herausbrechen (darunter fast den gesamten Fries und die meisten erhaltenen Giebelfiguren), einige sammelte er vom Boden auf und wieder andere kaufte er Einheimischen ab. Die schon damals als Kunstraub titulierte Aktion rechtfertigte er als Rettungsversuch vor weiteren Zerstörungen. Über die Rechtmäßigkeit der Aktion wurde im Jahr 1816 auch im britischen Unterhaus debattiert.
Heute befinden sich die meisten dieser Reliefs und Skulpturen als Elgin Marbles im Britischen Museum. Einige andere befinden sich im Louvre und in Kopenhagen; die meisten der in Athen verbliebenen Stücke sind im Akropolismuseum ausgestellt. Am Gebäude selbst sind nur noch Kopien angebracht. Die griechische Regierung fordert seit 1982 die Parthenonskulpturen aus dem Britischen Museum zurück (Restitution). Das Museum weigert sich (Stand 2022), die Besitzansprüche anzuerkennen, und die britischen Regierungen haben keinen Druck auf das Museum ausgeübt. Wie die griechische Ministerin für Kultur und Sport Lina Mendoni 2022 hervorhob, habe die UNESCO Intergovernmental Commission for Promoting the Return of Cultural Property to its Countries of Origin or its Restitution in Case of Illicit Appropriation (ICPRCP) festgestellt, dass die Forderungen Griechenlands berechtigt seien und die Verhandlungen zur Restitution zwischen den Regierungen beginnen würden. Vom griechischen Kulturministerium und Akropolismuseum unterstützt, brachte die Hellenische Post ELTA im Mai 2022 die Sonderbriefmarken Reunite Parthenon heraus, um diesen Forderungen Nachdruck zu verleihen.
Als 1832 das unabhängige Griechenland die Kontrolle über Athen erhielt, wurden sämtliche mittelalterlichen und osmanischen Bauten von der Akropolis entfernt. Das Gebiet wurde per Gesetz zur archäologischen Stätte erklärt und behördlicher Verwaltung unterstellt. Zwei Jahre später begannen Vermessungs- und Restaurierungsarbeiten am Parthenon. Karl Friedrich Schinkel entwarf ein Schloss auf der Akropolis; letztlich wurde der Entwurf aber nicht dort, sondern am Syntagma-Platz realisiert. Das Schloss hätte den Blick auf den Parthenon von der Stadt aus auf drei Seiten versperrt.
Spätere Restaurierungen erfolgten in den 1920er Jahren (geleitet von Nikolaos Balanos) und erneut ab 1986 (unter anderem, um die durch die Benutzung von Eisenklammern bei der früheren Restaurierung verursachten Schäden zu beheben). Auch die übrigen Akropolisbauten wurden dabei einbezogen.
Heute zieht die Stätte jedes Jahr Millionen von Touristen aus aller Welt an, die den Weg vom westlichen Ende der Akropolis durch die ebenfalls in Restaurierung begriffenen Propyläen und entlang des Panathenäisches Weges zum Parthenon hinaufmarschieren, der zum Schutz von einem niedrigen Zaun umgeben ist.
Das Betreten des Gebäudes ist seit den 1960er Jahren für Besucher nicht mehr gestattet.
Von 1970 bis in die 1980er Jahre nahmen die Schäden am Gebäude durch Umwelteinflüsse (Luftverschmutzung) merklich zu; man erwog zeitweise sogar, es durch eine Zelt- oder Glas- und Stahlkonstruktion zu schützen. Ein Teil des Bauschmucks wurde durch Kopien ersetzt. Seit Autos Katalysatoren haben, ist die Luft deutlich sauberer. Der früher tägliche Smog im Sommer ist trotz ansteigender Temperaturen selten geworden.

Der Individualverkehr in Athen hat aus verschiedenen Gründen (z. B. mehr Fußgängerzonen, Ausbau des öffentlichen Nahverkehrs) abgenommen.

## Nachbildungen
Neben den zahlreichen maßstäblich verkleinerten Kopien, etwa in Vergnügungsparks oder in Architektur- und Antikenmuseen, existieren zwei Gebäude als Nachbildungen in Originalgröße. Eine Nachbildung des Parthenon befindet sich in Nashville, Tennessee. Sie wurde im Rahmen der „Tennessee Centennial and International Exposition“ (Weltausstellung anlässlich der hundertjährigen Unionszugehörigkeit von Tennessee) 1897 aus Gips, Holz und Backsteinen erstellt und in den 1920ern aus Beton erneuert. Eine kolossale Kopie des Standbilds der Athena wurde 1990 hinzugefügt. Der Nashville-Parthenon ist mehrfarbig bemalt, um das ursprüngliche Erscheinungsbild des Originals nachzuahmen. Ein Gipsmodell, das in den 1880er-Jahren in Paris gefertigt und um das Jahr 1889 vollendet worden war, wurde vermutlich auf der Pariser Weltausstellung im Jahre 1889 gezeigt. Seit 2005 befindet es sich als Dauerleihgabe des Metropolitan Museum of Art im Museum für Abgüsse Klassischer Bildwerke in München.
Ein Modell des Parthenon ist auch Bestandteil der Architekturikonen-Sammlung des Architekten Oswald Mathias Ungers. Der Kölner Diplom-Designer und Architekturmodellbauer Bernd Grimm erstellte eine Miniatur des Gebäudes aus Alabastergips im Maßstab 1:50. Allein für das Modell des Parthenon benötigte Grimm 200 Kilogramm Gips und über ein Jahr Bauzeit.
Ab Herbst 2016 wurde auf dem Kasseler Friedrichsplatz der Parthenon aus Büchern nachgebaut. Es war ein Kunstwerk für die 2017 in Kassel und Athen ausgerichtete documenta 14.
Als Kopie des Parthenon kann auch die Walhalla bei Regensburg gelten. Hierbei ist allerdings zu berücksichtigen, dass der Architekt Leo von Klenze zwar das Gebäude kopierte, im Sinne des Klassizismus ohne Stilbruch, aber auch von der Vorlage abwich, etwa beim Bauschmuck. Zudem waren ihm die Feinheiten des Bauwerks, wie Entasis, Kurvatur usw., noch nicht bekannt, so dass die Walhalla eine andere Wirkung als der Parthenon auf den Betrachter ausübt.

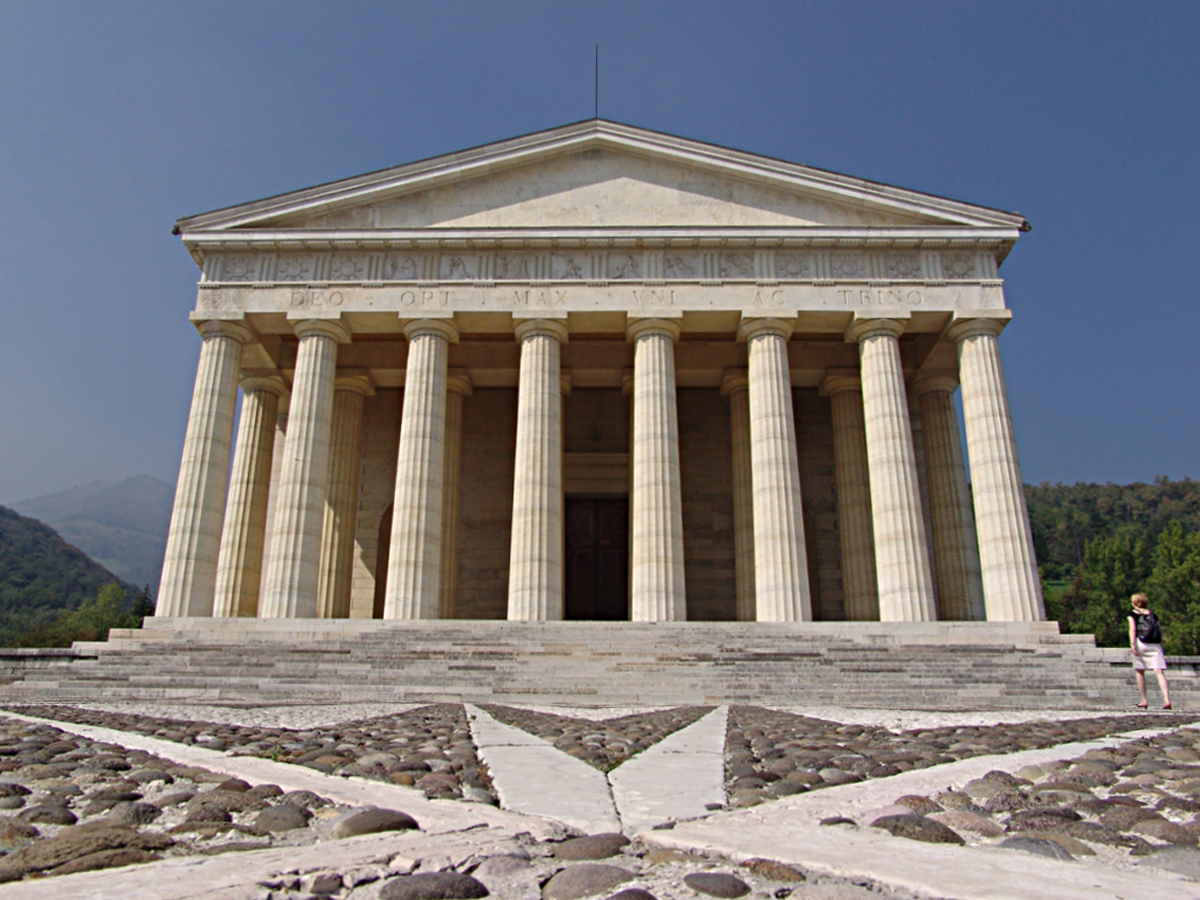
Tempio Canoviano in Possagno (1830) von Antonio Canova
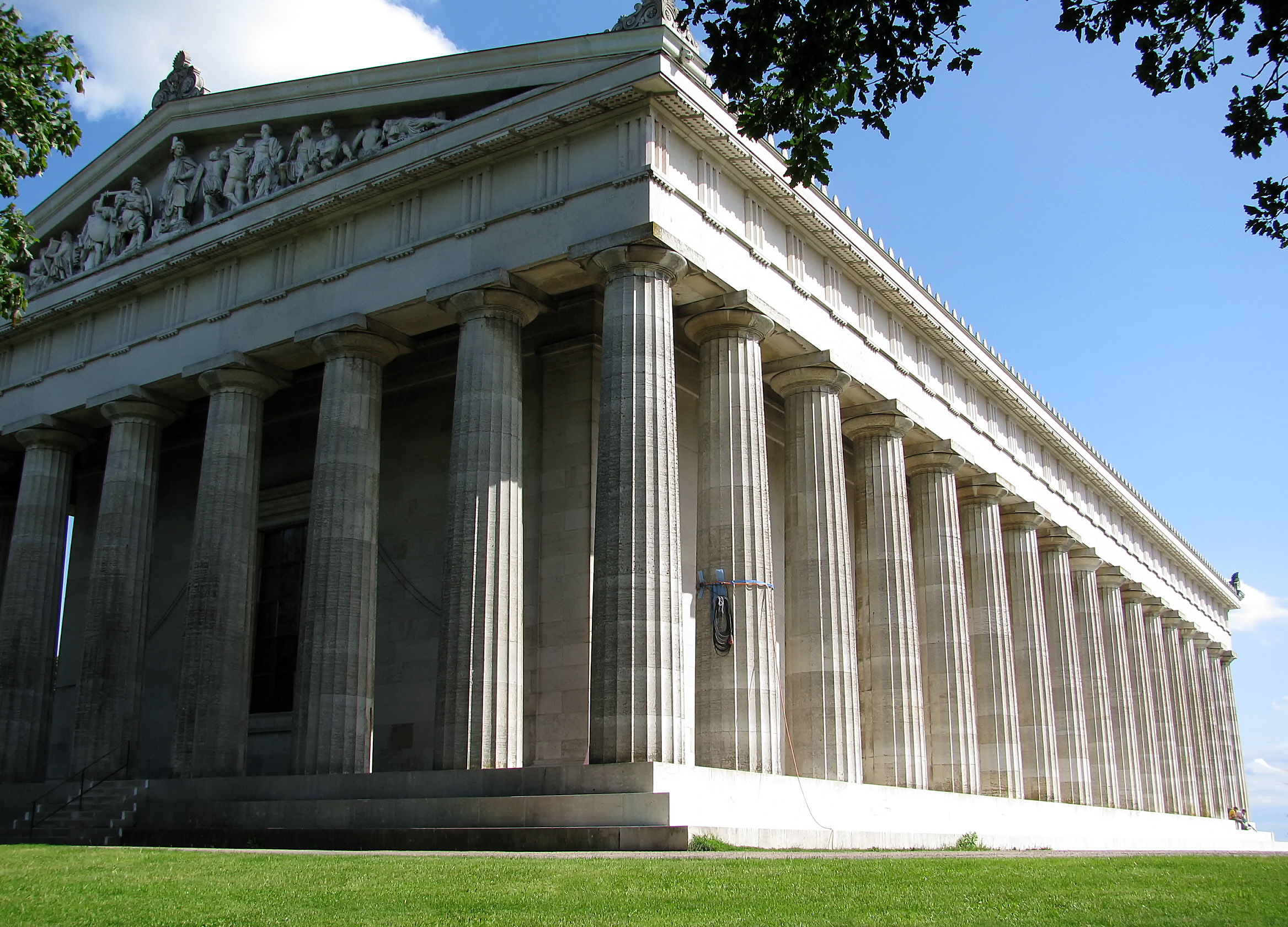
Die Walhalla (1842) bei Regensburg
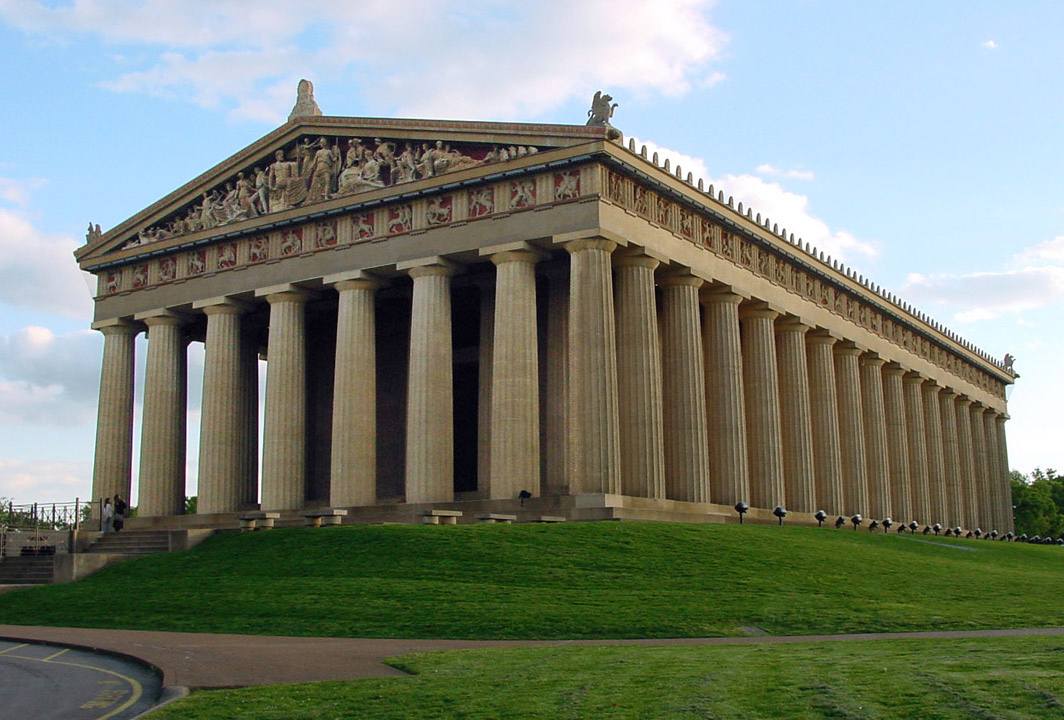
Nachbildung des Parthenon (1897) in Nashville, Tennessee

## Film
- Der Parthenon. (OT: Secrets of the Parthenon.) Dokumentarfilm, Frankreich, USA, 2008, 78 Min., Buch und Regie: Gary Glassman, Produktion: WGBH-TV / Nova, Studio International, arte France, deutsche Erstsendung: 23. Januar 2010, Inhaltsangabe von arte, Filmseite des PBS (engl.)